# Savan Kotecha
Savan Kotecha (Austin) é um compositor e produtor musical norte-americano de ascendência indiana. Kotecha já escreveu grandes   para cantores como Ariana Grande, Britney Spears, Usher, One Direction, Maroon 5, Victoria Justice entre outros. As canções escritas por Kotecha já ganharam prêmios como o Billboard Music Awards e alcançaram o topo das paradas em vários países do mundo. Kotecha pode ser visto na versão americana do The X Factor com Simon Cowell, onde ele trabalha como produtor ajudando a desenvolver novos talentos no programa.

## Discografia
Adam Lambert
- f I Had You (US CHR 15)

Alexandra Burke
- "Start Without You" (UK #1)[5] *"What Happens on the Dance Floor"
- "Broken Heels" (UK #8)
- "The Silence" (UK #16)
- "Dumb"
- "Gotta Go"

Allison Iraheta
- "Friday I'll Be Over U"

BC Jean
- "I’ll Survive You"

Ariana Grande
- "Problem" (US #2)
- "One Last Time" (US #13)
- "Break Free (US #4)
- "Love Me Harder" (US #7)
- "Bang Bang" (US #3)
- "Into You" (US #13)
- "Side to Side" (US #4)
- "Greedy"
- "Everyday"
- "Sometimes"
- "Bad Decisions"
- "Touch it"

Britney Spears
- "I Wanna Go" (US #7) (US POP/CHR #1)
- "Up n’ Down"
- "If U Seek Amy" (US #19)[5]

Carolina Liar
- "All That Comes Out Of My Mouth"

Carrie Underwood
- "Quitter"
- "Inside Your Heaven" (US #1)

Celine Dion
- "Eyes On Me"
- "Let Your Heart Decide"

Cher Lloyd
- "Want U Back" (US #12)
- "Grow Up"
- "Over The Moon"
- "With Ur Love" (UK #4)

Christian TV
- "Love2Baby"

Christina Aguilera
- Your Body
- "Let There Be Love"

Danni Minogue
- "Love Fight"

Days Difference
- "Speakers" (#29 Hot AC)

Delta Goodrem
- "Sharks"
- "I Can't Break It to My Heart" (AUS #13)

Demi Lovato
- "Cool For The Summer"

Enrique Iglesias
- "Ring My Bells"

Geri Halliwell
- "Ride It" (UK #4)

Glee
- "Loser Like Me" (US #6)
- "Light Up the World" (US #33)

Il Divo
- "Sempre Sempre"
- "Una Noche"
- "Mama"

Jessie James
- "I Look So Good (Without You)" (US CHR #43)

"Burn It Up"
JLS
- "The Club Is Alive" (UK #1)

Jordan Pruitt
- "My Shoes" (Radio Disney #11)

Justin Bieber
- "Beauty and a Beat" (#5 US)

Ke$ha
- "All That Matters (The Beautiful Life)"

Laza Morgan
- "One by One"

Leona Lewis
- "I Got You" (UK #14)
- "Brave"
- "Naked"
- "Outta My Head"

Lesley Roy
- "Psycho B**ch"

Lindsay Lohan
- "Disconnected"
- "Symptoms Of You"

Miranda Cosgrove
iCarly Soundtrack
- "Stay My Baby" (Radio Disney #19)
- "Oh Oh"

Maroon 5
- "One More Night" (US #1)

One Direction
- "Live While We're Young" (US #3) (UK #3) (AUS #2)
- "What Makes You Beautiful"(US #4) (UK #1)
- "Na Na Na"
- "I Wish"
- "Up All Night"
- "Save You Tonight"
- "Kiss You" (UK #9)
- "One Thing" (US #39) (UK #9)
- "I Want"
- "Heart Attack"
- "Last First Kiss"
- "Back For You"
- "Nobody Compares"
- "Still The One"
- "Change My Mind"
- "Magic"

Paula DeAnda
- "Roll The Credits" (US CHR #37)

Paul Potts
- "Mamma"

Ryan Cabrera
- "Shame on Me"

Shayne Ward
- "If That's OK with You" (UK #2)
- "No U Hang Up" (UK #2)
- "Breathless" (UK #6)
- "Damaged"
- "Some Tears Never Dry"
- "Until You"
- "Melt the Snow"
- "U Got Me So"
- "You Make Me Wish"
- "Stand by Me" (UK #14)
- "Something Worth Living For"
- "A Better Man"

Shontelle
- "T Shirt" (US #36) (UK #6)

Tammin Sursok
- "Pointless Relationship" (AUS #5)
- "Whatever Will Be" (AUS #13)
- "Almost Me"

Tata Young
- "Sexy, Naughty, Bitchy"
- "Call Him Mine"

Usher
- "DJ Got Us Falling In Love" (US #4)
- "Scream" (US #9) (UK #5)

Victoria Justice
- "Beggin' on Your Knees" (US #58)
- "Best Friend's Brother" (US #86)

Vanessa Hudgens
- "Say OK" (US #61)
- "Whatever Will Be" (Tammin Sursok cover)

Westlife
- "Where We Are"
- "No More Heroes"
- "Us Against the World" (UK #8)fdiscogra
- "Something Right"
- "The Easy Way"
- “Pictures In My Head”
- "Amazing" (UK #4)
- "Colour My World"
- "Hit You With The Real Thing"
- "Maybe Tomorrow"
- "Miss You When I’m Dreaming"
- "Still Here"
- "Obvious" (UK #3)
- "Heal"
- "When a Woman Loves a Man"
- "I Get Weak"

WiD
- "Bitch Like You"

Foxes
- "Cruel"